# Polydektés (král Sparty)
Polydektes nebo Polydektés (starořecky Πολυδέκτης) byl králem Sparty (možná mytickým) přibližně na konci devátého století před Kr. Pocházel z královské rodiny Eurypontovců.
O původu krále Polydekta a umístění v seznamu králů Sparty rodu Eurypontovců se zprávy starověkých autorů rozcházejí a dokonce v některých seznamech i chybí. V nejstarším známém seznamu od historika Herodota Polydektes figuruje jako čtvrtý panovník Sparty královského rodu Eurypontovcov a je synem a následníkem Prytania. V seznamu od Pausania, který se nejčastěji porovnává s Herodotovy seznamem je následníkem Prytania Eunomos a Polydektes je následníkem Eunomia.
Básník Simonides a historik Eusebios Kaisarejský ve svých seznamech Polydekta neuvádějí, ale Eunomia ano. Tato skutečnost vedla anglického učence HFClintona k domněnce, že jméno Eunomos mohlo být epiteton krále Polydekta (podle Strabón bratra zákonodárce Lykurga), jelikož Eunomos v překladu z řečtiny znamená fungování právního státu.
Z novověkých historiků se profesor W. Forrest přiklání k verzi od Herodota podle něhož je Eunomos Polydektovým následníkem a vládu Polydekta klade do období konce devátého století před Kr. O životě a vládě Polydekta nevíme téměř nic. Z antických historiků nám Strabón podává informaci, že Polydektes byl starším bratrem zákonodárce Lykurga a zemřel v době, kdy jeho manželka čekala od něj dítě.